# Blame It on the Disco
Blame It on the Disco è un singolo del gruppo musicale svedese Alcazar, pubblicato nel 2014.
Con la canzone il gruppo ha partecipato al Melodifestivalen 2014, dove è giunto al terzo posto.
Il brano è stato scritto da Fredrik Kempe, Victor Finke, David Kreuger e Hamid "K-One" Pirouzpanah.

## Tracce
1. Blame It on the Disco Radio Edit - 3:04
2. Blame It on the Disco Live Acapella Version - 3:00

## Formazione
- Tess Merkel
- Lina Hedlund
- Andreas Lundstedt

## Classifiche
| Classifica (2014) | Posizione raggiunta |
| ----------------- | ------------------- |
| Svezia            | 10                  |